# Jagdpanzer IV
Jagdpanzer IV (Sd.Kfz. 162, prescurtare de la Sonderkraftfahrzeug = autovehicul special) a fost un vânător de tancuri fabricat și utilizat de către Germania nazistă în timpul celui de-al Doilea Război Mondial. Bazat pe șasiul tancului Panzer IV, autotunul Jagdpanzer IV avea un design de tip cazemată și era succesorul tunului de asalt StuG III. Au existat trei variante de bază: Jagdpanzer IV/48, Jagdpanzer IV/70(V) și Jagdpanzer IV/70(A).

## Proiectare
În 1943, planurile pentru un nou model de autotun Sturmgeschütz au fost create. Proiectul a fost denumit "neu Sturmgeschütz". Noul vehicul trebuia să fie dotat cu un tun lung de calibru 7,5 cm și să aibă un blindaj înclinat, cu o grosime frontală de 100 mm și laterală de 40-50 mm. Șasiul ales a fost cel utilizat de modelul Ausf. F al tancul mediu Panzer IV. Garda de sol trebuia să fie de 50 de cm, iar vehiculul trebuia să aibă o siluetă joasă. 
Proiectul propus de firma VOMAG (Vogtländische Maschinenfabrik AG) a fost ales câștigător. În luna martie a anului 1943, a fost gata prototipul fabricat din lemn. Pe 20 octombrie 1943, un prototip din oțel moale i-a fost arătat lui Hitler. În decembrie a fost acceptată varianta finală, iar producția a început în ianuarie 1944.

## Variante
- Jagdpanzer IV cu tun de 7,5 cm PaK 39 L/43: prototipuri fabricate în număr mic.
- Jagdpanzer IV cu tun de 7,5 cm PaK 39 L/48, denumite oficial Sturmgeschütz neuer Art mit 7,5 cm PaK L/48 auf Fahrgestell PzKpfw IV. Aproximativ 780 de vehicule au fost construite în 1944.
- Jagdpanzer IV/70 (V) (Sd.Kfz.162/1) a fost una dintre variantele dotate cu tunul lung PaK 42 L/70. Aproximativ 940 au fost construite între anii 1944 și 1945. (V) venea de la producător, VOMAG.
- Jagdpanzer IV/70 (A) (Sd.Kfz.162/1) a fost celaltă variantă dotată cu tunul PaK 42 L/70. Pentru a suplimenta producția de autotunuri Jagdpanzer, Hitler a decis ca firma Alkett, care fabrica StuG III, să construiască și ea acest tip de vehicul. Spre deosebire de varianta fabricată de VOMAG, acest model avea suprastructura montată direct pe șasiul original al tancului Panzer IV și nu avea partea frontală atât de proeminentă, fiind mai înaltă. Doar 278 de vehicule au fost construite între august 1944 și martie 1945. (A) venea de la producător, Alkett.

De-a lungul producției au fost efectuate modificări și îmbunătățiri, precum utilizare scuturilor laterale de protecție Schürzen sau aplicarea de pastă antimagnetică Zimmerit (până în septembrie 1944 a fost aplicat cimentul antimagnetic).
Varianta Jagdpanzer IV/48 avea o frână de gură montată pe tun. Fiindcă tunul era amplasat relativ aproape de pământ, la fiecare tragere apăreau nori de praf care deconspirau poziția autotunului și blocau vederea. Echipajele au îndepărtat aceste dispozitive de pe țeava tunului, iar modelele ulterioare nu au mai fost echipate cu frână de gură.

## Utilizare
Jagdpanzer IV a fost utilizat de către batalioanele de vânători de tancuri (Panzerjäger Abteilun) din cadrul diviziilor Panzer. Autotunurile au fost utilizate în Normandia, în Ofensiva din Ardeni și pe Frontul de Răsărit.

## Utilizare în România
Cel puțin un vehicul Jagdpanzer IV/70(V) s-a aflat în dotarea Armatei Române dupa sfârșitul celui de-al Doilea Război Mondial. Acesta provenea din stocurile de captură ale Armatei Roșii. Denumirea oficială a acestor vehicule era TAs T4 (Tun de asalt bazat pe tancul T4). Autotunurile germane au fost folosite de regimentele de artilerie de asalt ale diviziei blindate "Tudor Vladimirescu-Debrețin" până în anul 1950, când au fost înlocuite de autotunurile de fabricație sovietică SU-76, SU-100 și ISU-152.